# Senice na Hané
Senice na Hané é uma comuna checa localizada na região de Olomouc, distrito de Olomouc.